# Światowy Tydzień Zgody Między Wyznaniami
Światowy Tydzień Zgody Między Religiami – święto obchodzone corocznie w pierwszym tygodniu lutego, ustanowione przez Zgromadzenie Ogólne ONZ 20 października 2010 roku (rezolucja A/RES/65/5).
Pierwsze obchody odbyły się w dniach 1–7 lutego 2011 roku.
W swoim przemówieniu z tej okazji sekretarz generalny Organizacji Narodów Zjednoczonych powiedział:
„Szacunek dla różnorodności i pokojowego dialogu są koniecznością, jeśli rodzina ludzka ma razem pokonywać globalne zagrożenia i wypracować wspólne rozwiązania. Właśnie dlatego wysiłki podejmowane przez kraje, społeczeństwa obywatelskie i pojedyncze osoby, by budować zaufanie, są tak drogie sercu Organizacji Narodów Zjednoczonych, która podejmuje takie inicjatywy jak Przymierze Cywilizacji i prowadzi szeroko zakrojone prace na rzecz ochrony praw człowieka, propagowania spójności społecznej i budowy kultury pokoju”.